# Union Street (album)
Pour les articles homonymes, voir Union Street.
Albums de Erasure
The Erasure Show - Live in Cologne
(2005) Acoustic Live
(2006)
Singles
Union Street est un album en acoustique du duo britannique Erasure paru le 3 avril 2006.
Sorte d'album unplugged, ce disque offre une réinterprétation acoustique de 11 anciennes chansons du groupe britannique Erasure, initialement parues durant les années 1990 pour l'essentiel. Enregistré durant l'automne 2003 à Brooklyn, avec la participation de musiciens de country, cet album ne comporte aucun son électronique mais seulement des instruments traditionnels : guitare, violon, basse, flûte, banjo, mandoline...
Cet album est le fruit d'une rencontre fortuite entre Vince Clarke et le guitariste Steve Walsh à l'occasion de sessions radio acoustiques (The Sirius Sessions) enregistrées pour la promotion américaine de l'album Other People's Songs, en 2003. Ayant sympathisé avec Steve Walsh, guitariste et producteur musical, Vince Clarke décida d'utiliser, le temps d'un disque et d'une tournée, les talents de guitariste ainsi que le studio personnel de Steve Walsh pour ce projet unique. La pochette de ce disque, par Lucy McKenzie, est une peinture qui représente la maison abritant ce studio d'enregistrement
"Stay with me" et "Rock me gently" mis à part, ce disque ne reprend aucun tube ni single connu d'Erasure. En effet, le duo Vince Clarke/Andy Bell souhaita présenter une autre facette du groupe en se focalisant sur des chansons inconnues du grand public, généralement jamais sorties en single ("Stay With Me" et "Rock Me Gently" mises à part) plutôt que de resservir leurs tubes dansants habituels. Pour l'essentiel, il s'agit donc de ballades intimistes au rythme lent ou mid-tempo. Toutefois, la tournée acoustique accompagnant la sortie de cet album en Europe et aux États-Unis incluait quelques titres connus et plus dynamiques.
Seulement classé n°102 des ventes au Royaume-Uni, sans aucun autre classement en dehors de ce pays, l'appel commercial de Union Street fut presque inexistant. Même si son objectif de départ était de séduire un public qui d'ordinaire n'écoute ni pop ni musique électronique, Union Street resta finalement un disque uniquement connu par les fans du groupe Erasure. De même, l'unique single venu appuyer l'album, Boy, ne reçut pas de diffusion radio et limita ses ventes à la fanbase d'Erasure. On notera l'intéressante Face B Jacques Cousteau, un instrumental méditatif rendant hommage aux documentaires sous-marins du Commandant Cousteau.
En octobre 2006, un enregistrement en public du concert du 19 avril 2006 parut en coffret double CD sous le titre Acoustic Live. Enfin, en janvier 2007, le DVD On the Road to Nashville clôture ce détour acoustique par un concert filmé le 6 mai 2006 à Nashville.
Le 9 septembre 2016, dans le cadre de la célébration des 30 ans d'Erasure, l'album Union Street est réédité au format vinyle 33 tours.

## Classement parmi les ventes d'albums
| Pays        | Meilleure position |
| ----------- | ------------------ |
| Royaume-Uni | 102                |

## Détail des plages
| 1.    | Boy               | Cowboy, en 1997                  | 3:49 |
| 2.    | Piano Song        | Wild!, en 1989                   | 3:17 |
| 3.    | Stay With Me      | Erasure, en 1995                 | 4:53 |
| 4.    | Spiralling        | The Circus, en 1987              | 2:26 |
| 5.    | Home              | Chorus, en 1991                  | 4:12 |
| 6.    | Tenderest Moments | Run to the Sun (single), en 1994 | 5:13 |
| 7.    | Alien             | Loveboat, en 2000                | 3:42 |
| 8.    | Blues Away        | I Say I Say I Say, en 1994       | 3:59 |
| 9.    | How Many Times?   | Wild!, en 1989                   | 3:30 |
| 10.   | Love Affair       | Cowboy, en 1997                  | 3:55 |
| 11.   | Rock Me Gently    | Erasure, en 1995                 | 4:29 |
| 43:28 |                   |                                  |      |